# Бомж с дробовиком
«Бомж с дробовиком» (англ. Hobo with a Shotgun) — боевик 2011 года режиссёра Джейсона Айзенера с Рутгером Хауэром в главной роли. Фильм является частью проекта «Грайндхаус» и развитием идеи фальшивого трейлера, снятого режиссёром картины для конкурса фальшивых трейлеров. Премьера фильма прошла 21 января 2011 года в США на кинофестивале «Сандэнс».

## Сюжет
Главный герой, хобо (Рутгер Хауэр), прибывает на товарном поезде в «Город надежды», но город не отражает своего названия. В нём царят хаос и беспредел. Город держит в страхе Дрейк (Брайан Дауни) — глава самой большой группировки в городе. В его грязных делах ему помогают его сыновья: Айвэн (Ник Бэйтман) и Слик (Грегори Смит). Сам бомж стал свидетелем того, как Дрейк и его сыновья убили на глазах у всех Логана — брата Дрейка, оторвав ему голову.
Бомж решает посетить местный магазин, где находит газонокосилку за 49.99$. Чтобы купить её и заниматься стрижкой газонов, бомж отправляется попрошайничать. На улице он замечает Слика и Айвэна и отправляется за ними. Они приходят в зал с аркадными автоматами, где ищут Отиса — парня, задолжавшего им деньги. Проститутка Эбби решает помешать им. Она велит Слику отвалить от Отиса, но он не слушает. Когда Слик выходит из себя, он решает убить Эбби, но её спасает Бомж, ударив Слика носком с монетами. Он хватает Слика и ведёт его в полицейский участок, но начальник полиции оказался коррумпированным и позволил Слику бежать. Он и Айвэн избивают Бомжа, после чего вырезают у него на груди слово «Scum» (рус. Отброс), и выбрасывают его в мусорный контейнер. Бомжу помогает Эбби, которая берёт его к себе домой и залечивает его раны. Так они становятся друзьями. На следующий день Бомж отправляется к уличному оператору, который платит Бомжу 20 долларов за поедания стекла на камеру. Теперь у него достаточно денег на газонокосилку, и он идёт в магазин. Когда он подходит к газонокосилке и уже собирается её купить, в магазин врываются грабители и требуют все деньги из кассы, взяв в заложники женщину и маленького ребёнка. На сей раз терпение Бомжа лопнуло. Он замечает на витрине дробовик, хватает его, и расстреливает всех грабителей. Дробовик стоил также, как и газонокосилка, 49,99 $, и Бомж решает купить его. Он отдаёт испуганному продавцу деньги, и первым делом идёт убить уличного оператора, затем сутенёра и педофила в костюме Санта-Клауса, и продолжает бороться с беспределом.
Дрейк недоволен действиями Бомжа. Тогда Слик и Айвэн приходят на стоянку школьных автобусов, где сжигают один вместе с детьми. Затем они убивают ведущего новостей и предлагают жителям города «игру» — жизни бомжей за жизни детей. Жители начинают охоту на бездомных. Также за Бомжом начинает охотиться полиция. Один из полицейских решает изнасиловать Эбби, но её спасает Бомж. Она отводит его к себе домой, но их замечает Отис, который выдаёт Слику местонахождение Бомжа.
Слик и Айвэн находят Бомжа и пытаются его убить. Слик начинает резать горло Эбби, пока Айвэн избивает Бомжа коньками. Бомж отбивается от Айвэна и берёт Слика в заложники. Испуганный Айвэн уезжает, а Бомж убивает Слика, отстрелив ему пенис, но умирающий Слик успевает по телефону рассказать всё Дрейку. Тогда он вызывает двух наёмников в стальной броне — Разреза и Дробилку, чей дуэт известен как «Чума». Бомж отвозит Эбби в больницу, где её спасают врачи, но «Чума» уже добирается до больницы и хватает Бомжа. Дрейк намерен казнить его также, как и Логана. Придя в себя, Эбби берёт дробовик Бомжа и делает режущий щит из крышки мусорного бака и мотора газонокосилки. Затем она склоняет людей к тому, чтобы раз и навсегда расправиться с Дрейком.
Эбби приходит на место, где должны убить Бомжа. Используя свой щит, она разрывает Дробилку. Позже она берёт Айвэна в заложники, но Дрейк сам убивает сына, сказав, что «не увидел в нём потенциала». Разрез уже завёл мотоцикл и готов обезглавить Бомжа, как вдруг Эбби перерубает канат. Дрейк набрасывается на неё и давит головой на щит, желая раздробить ей голову, но Эбби подставляет руку, которую ей дробит до локтя. Используя выпирающую кость, Эбби забивает Дрейка почти до смерти. Затем Эбби освобождает Бомжа и даёт ему его дробовик. Дрейк приказывает Разрезу убить их, но он считает, что Эбби будет новой Дробилкой. Бомж отказывается, и Разрез уходит. Дрейк пытается уползти, но его хватает Бомж. Бомжа окружает полиция, а полицию — горожане. Бомж говорит последнюю фразу: «Увидимся в Аду!», после чего выстрелом разрывает голову Дрейка. Бомжа расстреливает полиция, а полицию — горожане. Фильм оканчивается съёмкой дробовика крупным планом.
В расширенной концовке, которая была вырезана, руку Эбби заменяют на дробовик и она становится новым головорезом «Чумы».

## В ролях
| Актёр          | Роль          |
| -------------- | ------------- |
| Рутгер Хауэр   | Бомж          |
| Грегори Смит   | Слик          |
| Брайан Дауни   | Дрейк         |
| Молли Дансуорт | Эбби          |
| Ник Бейтман    | Айвэн, Разрез |
| Питер Симас    | Дробилка      |

## Саундтрек
- «Liebesthema (Uberfall Auf Die Kutsche)» в исполнении Michael Holm
- «Liebesthema (Vanessa Verliebt Sich)» в исполнении Michael Holm
- «The Naked and the Dead (Feat. Andi Sex Gang)» в исполнении Simon Boswell
- «L’alpagueur» в исполнении Michel Colombier
- «Disco Inferno» в исполнении Bee Gees
- «Run With Us» в исполнении Lisa Lougheed
- «Hunters (Lazerhawk Remake)» в исполнении Power Glove

## Создание
В 2007 году, в честь выхода «Грайндхауса» Квентина Тарантино и Роберта Родригеса, на кинофестивале South by Southwest был проведён конкурс фальшивых трейлеров, победителем которого стал Джейсон Айзенер, снявший ролик «Бомж с дробовиком». Начинающий режиссёр некоторое время вёл переговоры о превращении проекта в полнометражный фильм и спустя три года приступил к работе.
Впервые ролик «Бомжа с дробовиком» показывался в Канаде перед оригинальными трейлерами «Грайндхауса». Другие фальшивые трейлеры к фильмам Тарантино и Родригеса снимали Элай Рот, Эдгар Райт, Роб Зомби и сам Родригес. Его «Мачете» уже превратился в полноценный фильм и вышел на экраны в 2010 году. «Бомж с дробовиком» — второй трейлер проекта «Грайндхаус», превращённый в фильм.
Фильм намеренно снят в стиле фильмов 80-90-х с целью придания картине атмосферы боевиков, популярных в те годы. Дэйв Брунт, снявшийся в главной роли в трейлере, был заменён Рутгером Хауэром. Однако Брунт появился в фильме в роли полицейского.